# Voorzitter van het Presidium van de Opperste Sovjet (deelrepubliek)
Een Voorzitter van het Presidium van de Opperste Sovjet (Russisch: Председатель Президиума Верховного Совета), was de voorzitter van het parlement van een deelrepubliek van de Sovjet-Unie, zowel van socialistische sovjetrepublieken als van autonome socialistische sovjetrepublieken.
De functie werd in 1938 samen met de Opperste Sovjet in alle republieken van de Sovjet-Unie ingevoerd. Voor die tijd werden de sovjetrepublieken bestuurd door een Centraal Uitvoerend Comité van het Congres van de Sovjets en was de voorzitter daarvan hoofd van een sovjetrepubliek. Het Centraal Uitvoerend Comité van het Algehele Russische Congres van de Sovjets van de Russische Socialistische Federatieve Sovjetrepubliek was het machtigste orgaan. Haar Voorzitter van het Centraal Uitvoerend Comité van het Algehele Russisch Congres van de Sovjets was de facto staatshoofd van de Unie van Socialistische Sovjetrepublieken (USSR). 
Naast dat iedere sovjetrepubliek een Voorzitter van het Presidium van de Opperste Sovjet had, kende de Sovjet-Unie ook nog een Voorzitter van het Presidium van de Opperste Sovjet van de USSR, die staatshoofd van de gehele Sovjet-Unie was. Deze Voorzitter was ook de machtigste, gevolgd door de Voorzitter van het Presidium van de Opperste Sovjet van de Russische Socialistische Federatieve Sovjetrepubliek.
De voorzitter van het Presidium van de Opperste Sovjet werd gekozen door de Opperste Sovjet, die naast de voorzitter ook het Presidium van de Opperste Sovjet koos. 
De macht van voorzitter van het Presidium van de Opperste Sovjet was beperkt, daar de werkelijke macht lag bij de eerste secretaris van een communistische partij. Wanneer een eerste secretaris van een CP tevens Voorzitter van het Presidium van de Opperste Sovjet was, kon hij zijn macht flink uitbouwen. 
Het ambt van voorzitter van het Presidium van de Opperste Sovjet van de USSR verdween in 1989, in 1990 werd het ambt van president van de Sovjet-Unie ingevoerd.
Het ambt van voorzitter van het Presidium van de Opperste Sovjet van een deelrepubliek bleef gehandhaafd tot het uiteenvallen van de Sovjet-Unie in december 1991.